# 尚特厄
尚特厄（法語：Chanteheux，法語發音：[ʃɑ̃t(ə)ø]）是法国默尔特-摩泽尔省的一个市镇，属于吕内维尔区。

## 地理
尚特厄（48°36'0"N, 6°31'50"E）面积5.79 平方千米，位于法国大東部大區默尔特-摩泽尔省，该省份为法国东北部内陆省份，是洛林的一部分，北邻比利时、卢森堡，北起顺时针与摩泽尔省、下莱茵省、孚日省和默兹省接壤。
与尚特厄接壤的市镇（或旧市镇、城区）包括：克鲁瓦马尔、若利韦、吕内维尔。

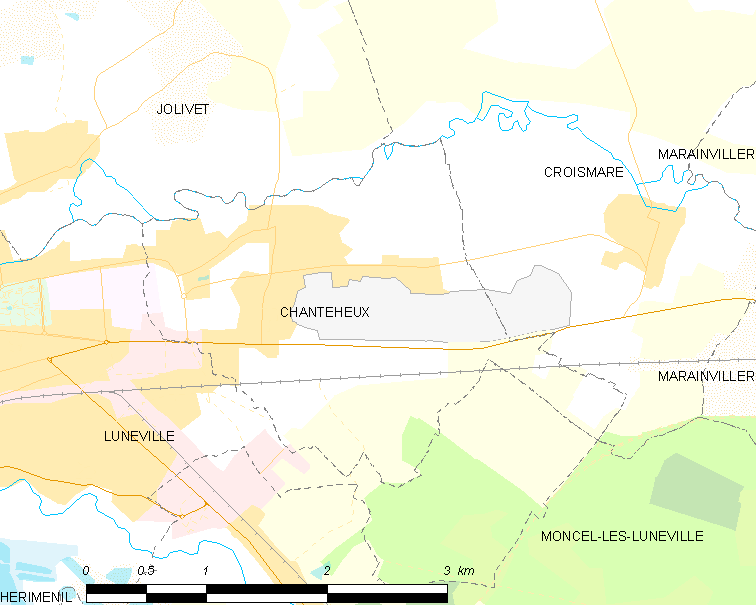
尚特厄的OSM定位图

尚特厄的时区为UTC+01:00、UTC+02:00（夏令时）。

## 行政
尚特厄的邮政编码为54300，INSEE市镇编码为54116。

## 政治
尚特厄所属的省级选区为吕内维尔第二县。

## 人口

1962-2008年间尚特厄人口变化图示

尚特厄于2022年1月1日时的人口数量为2124人。